# Walkabout (película)
Walkabout es una película británica dirigida por Nicolas Roeg en el año 1970.

## Argumento
Dos jóvenes hermanos se encuentran abandonados después del suicidio de su padre. Intentando sobrevivir en el desierto hostil, se encuentran con un joven aborigen en pleno "Walkabout".